# Ludwig Charlemagne
Ludwig Charlemagne (1784 – San Pietroburgo, 1845) è stato un architetto russo di origine francese.

## Biografia
Fratello minore dell'architetto russo Iosif Charlemagne (1782-1861), dopo essersi laureato all'Accademia di belle arti di San Pietroburgo, nel 1806, lavorò al servizio della corte imperiale russa. A lui si deve la ristrutturazione della Loggia di Raffaello assieme all'architetto francese August de Montferrand e il completamento della Cappella di Aleksandr Nevskij, nella Reggia di Peterhof, dopo la morte dell'architetto Adam Menelaws primo direttore dei lavori.